# Росон, Уильям
Уи́льям Сте́пни Ро́сон (англ. William Stepney Rawson; 14 октября 1854 — 4 ноября 1932) — английский футболист и футбольный судья. Выступал за футбольные клубы «Оксфорд Юниверсити», «Олд Уэстминстерс» и «Уондерерс», а также за сборную Англии.

## Школьная, университетская, клубная и судейская карьера
Росон родился в Кейптауне (Капская колония) в семье Уильяма Росона и Софии Мэри Энн Уорд. Окончил Вестминстерскую школу в Лондоне, выступал за школьную команду по футболу в 1872 и 1873 году; в последний год своей учёбы был капитаном школьной команды.
С 1873 по 1877 год учился в Оксфордском университете (в Крайст-черч). С 1874 года выступал за клуб «Оксфорд Юниверсити». В 1874 году в составе «Оксфорд Юниверсити» сыграл в финале Кубка Англии против «Ройал Энджинирс». В команде соперника против него сыграл его старший брат Херберт. «Оксфорд Юниверсити» одержал в матче победу и выиграл Кубок Англии.
В 1876 году был судьёй переигровки финала Кубка Англии, в котором встретились клубы «Уондерерс» и «Олд Итонианс». Первый матч завершился вничью со счётом 1:1, а в переигровке, которую судил Росон, победу одержал «Уондерерс»
В 1877 году Росон вновь сыграл в финале Кубка Англии, на этот раз его «Оксфорд Юниверсити» проиграл клубу «Уондерерс» со счётом 1:2
Помимо «Оксфорд Юниверсити» выступал также за клубы «Олд Уэстминстерс» и "Уондерерс.
В 1876, 1877 и 1879 году работал в комитете Футбольной ассоциации.

## Карьера в сборной
6 марта 1875 года дебютировал за сборную Англии в матче в матче против сборной Шотландии; матч завершился вничью со счётом 2:2. Его старший брат Херберт также сыграл в том матче.Это был первый случай, когда два брата сыграли за сборную Англии в одном матче.
Всего провёл за сборную Англии 2 матча.

#### Список матчей за сборную
| № | Дата         | Стадион                    | Соперник  | Результат | Турнир            |
| - | ------------ | -------------------------- | --------- | --------- | ----------------- |
| 1 | 6 марта 1875 | «Кеннингтон Оувал», Лондон | Шотландия | 2:2       | Товарищеский матч |
| 2 | 3 марта 1877 | «Кеннингтон Оувал», Лондон | Шотландия | 1:3       | Товарищеский матч |

Итого: 2 матча / 0 голов; 0 побед, 1 ничья, 1 поражение.

## Вне футбола
Во время футбольной карьеры работал школьным учителем. После окончания карьеры игрока стал инженером-электриком, а затем управляющим инжиниринговой электрической компании.
Его жена была писательницей. Писала под именем Мод Степни Росон.

## Достижения
«Оксфорд Юниверсити»
- Обладатель Кубка Англии: 1874
- Финалист Кубка Англии: 1877

Судья
- Судья финала Кубка Англии: 1876